# Cecilia Chiang
Cecilia Sun Yun Chiang (chinês tradicional: 江孫芸, pinyin: Jiāng Sūnyún; 18 de setembro de 1920 – 28 de outubro de 2020) foi uma restaurateur e chef sino-americana, mais conhecida por fundar e gerenciar o restaurante Mandarin em São Francisco, Califórnia.

## Início da vida
Chiang nasceu como Sun Yun (孫芸) em Wuxi, Jiangsu, a décima de doze filhos em uma família rica. Seu pai, Sun Long Guang, era um engenheiro ferroviário que foi educado na França e sua mãe, Sun Shueh Yun Hui, era de uma família rica que possuía fábricas de têxteis e de farinha. Sua mãe tinha os pés amarrados, mas seus pais se recusaram a seguir a tradição com os filhos.
Aos quatro anos, sua família mudou-se para Pequim (Beijing), onde ela foi criada em uma mansão da era Ming de 52 quartos convertida que ocupava um quarteirão inteiro. Seu nome chinês, Sun Yun, significa "flor da rua". Quando criança, ela gostava de refeições formais elaboradas preparadas pelos dois chefs da família, embora as crianças não tivessem permissão para cozinhar ou ir para a cozinha.
Ela escapou com uma irmã da ocupação japonesa na China em 1942, caminhando por quase seis meses até Chongqing, onde se estabeleceram com um parente. Durante seu tempo lá, ela trabalhou como professora de mandarim para as embaixadas americana e soviética. Ela conheceu Chiang Liang (江梁), um ex-professor de economia da Universidade Católica Fu Jen, e então um empresário local de sucesso com quem se casou, estabelecendo uma vida confortável em Xangai. Lá eles tiveram dois filhos, May e Philip (江一帆). Durante a guerra, ela foi espiã do Escritório de Serviços Estratégicos dos Estados Unidos. Ela e o marido escaparam da China no último voo de Xangai durante a Revolução Comunista Chinesa de 1949. Com apenas três passagens para uma família de quatro pessoas, eles tiveram que deixar Philip para trás com sua irmã. A família se reuniu com Philip mais de um ano depois.

## Carreira
Chiang se estabeleceu em Tóquio, Japão, com seu marido e filhos em 1949. Ela abriu um restaurante chinês, a Forbidden City, que fez sucesso com expatriados e comensais locais.
Em 1960, ela veio a São Francisco para visitar sua irmã, cujo marido havia morrido. Caminhando pelas ruas de Chinatown, São Francisco, ela conheceu dois amigos de Tóquio que planejavam abrir um restaurante em um pequeno espaço na 2209 Polk Street, e concordou em ajudar a negociar o aluguel. Ela emitiu um cheque de depósito de 10.000 dólares para garantir o aluguel, que o proprietário se recusou a devolver depois que seus amigos desistiram do empreendimento. Incapaz de rescindir o contrato de locação, ela decidiu administrar o restaurante sozinha.
Na época, os não chineses americanos na cidade tinham uma exposição muito limitada à autêntica culinária do norte da China, estando familiarizados apenas com a versão americanizada da culinária cantonesa. Convencida de que os residentes apreciariam os pratos do norte da China, mas sem saber o que os atrairia, ela inicialmente listou mais de 200 pratos no menu, incluindo um pedido de cinco potstickers por 1 dólar americano. Ao entender as preferências dos americanos, Chiang foi reduzindo o cardápio ao longo do tempo. Evitando os elementos comuns da decoração dos restaurantes chineses americanos, ela projetou o restaurante para evocar a opulência do palácio onde ela havia crescido. Depois de publicar um anúncio em um jornal chinês de um chef, Chiang contratou um casal de Shandong para fazer a comida, enquanto ela lavava pratos e ia ao mercado. O restaurante chamava-se The Mandarin mas a princípio não teve sucesso e tinha poucos clientes. Falante de mandarim, ela teve problemas para se comunicar com os fornecedores de língua cantonesa de Chinatown, que não concederam seu crédito, e também enfrentou discriminação como dona de uma empresa. O local não tinha estacionamento, o que Chiang cita como uma dificuldade, e ela não conseguiu uma licença ABC para servir coquetéis porque não era residente permanente.
No entanto, com o tempo, o Mandarin começou a atrair clientes fiéis. O jornalista C. Y. Lee, que acabara de escrever The Flower Drum Song, sobre a casa noturna de Forbidden City de São Francisco, tornou-se um frequentador assíduo e trouxe muitos amigos. Um dia, Vic Bergeron (fundador do Trader Vic's) veio ao restaurante com Herb Caen, que imediatamente começou a popularizar o restaurante em sua coluna no jornal. Com o novo sucesso da noite para o dia do restaurante, Chiang decidiu permanecer em São Francisco. Ela se separou do marido (eles nunca se divorciaram) e trouxe seus dois filhos, May e Philip, para morar com ela em Saint Francis Wood. Ela foi a primeira residente não branca do bairro e só foi admitida pela associação de proprietários de casas depois que souberam que ela vinha de uma família de classe alta na China. Em 1968, ela mudou o restaurante para 300 lugares na Praça Ghirardelli, o que exigiu um investimento multimilionário. Chiang era conhecido por receber convidados VIP na sala de jantar, usando vestidos elegantes e joias caras. O Sindicato dos Trabalhadores da Culinária de São Francisco chamou o local de "explorador", o que levou Chiang a processá-los por difamação. Ela ganhou o processo no final dos anos 1970.
Chiang abriu um segundo Mandarin em Beverly Hills, Califórnia, em 1975. Ela passou o controle daquele restaurante para seu filho Philip na década de 1980.
Chiang vendeu The Mandarin em 1991, e fechou em 2006.

## Influências
Chiang é frequentemente creditado por ter apresentado a São Francisco e aos Estados Unidos uma versão mais autêntica da culinária mandarim. Saveur creditou a Chiang a "introdução da culinária regional chinesa na América".
Chuck Williams de Williams Sonoma, que gostava do prato de "beggar's chicken" do Mandarim (um frango recheado inteiro), apresentou James Beard, que se tornou um amigo e aprendeu sobre a culinária do norte da China com Chiang. Alice Waters, que acabara de abrir o Chez Panisse em Berkeley, Califórnia, aprendeu a culinária chinesa com Chiang e as duas se tornaram amigas para a vida toda. Waters disse que o que Chiang fez para popularizar a culinária chinesa na América foi o que Julia Child (que também ensinou) fez pela culinária francesa. Waters, Chiang e Marion Cunningham fizeram uma excursão de vários meses pela Europa em 1978 para experimentar o máximo possível dos melhores restaurantes. George Chen, fundador da Betelenut and Shanghai 1930 da cidade (agora fechada, assim como seus outros empreendimentos, Long Life Noodle Co. e Xanadu), servia mesas para Chiang no Mandarin na década de 1970. Outros que foram influenciados por Chiang incluem Jeremiah Tower, e o editor de alimentos da Sunset Magazine.
Em um painel apresentado por Anthony Bourdain, em resposta a uma pergunta de um membro da platéia, Alice Waters disse que queria que sua última refeição na terra fosse uma sopa de barbatana de tubarão preparada por Chiang. O comentário se tornou uma sensação viral, levando a Humane Society International a obter uma promessa de Waters de que ela nunca mais comeria o prato.

## Honras e reconhecimento
Em 2013, Chiang ganhou um prêmio da Fundação James Beard pelo conjunto de sua obra.
Em 2014, foi lançado o documentário Soul of a Banquet do cineasta Wayne Wang, que examina a vida de Chiang enquanto ela se prepara para o 40º aniversário de restaurante de sua amiga Alice Waters. Wayne Wang visitou o Mandarin pela primeira vez no início dos anos 80. Seu restaurante, The Mandarin, foi incluído na pesquisa histórica do estudioso de culinária Paul Freedman, "Ten Restaurants that Changed America" (2016). Em julho de 2016, uma série de culinária em seis partes, The Kitchen Wisdom of Cecilia Chiang, foi lançada na PBS.

## Vida pessoal
Chiang foi casada com Chiang Liang (江梁), um professor de economia e mais tarde um empresário local de sucesso com quem ela se casou em Xangai. Eles tiveram dois filhos, May e Philip (江一帆). O filho de Chiang, Philip, é cofundador da rede de restaurantes P.F. Chang's.
Tendo vivido por muitos anos em São Francisco, ela se mudou para Belvedere no condado de Marin, depois de vender seu restaurante em 1991. Ela voltou para São Francisco em 2011, onde sua filha May e sua neta Alisa Ongbhaibulya moram. Após sua aposentadoria em 1991, Chiang permaneceu ativa na promoção de causas de caridade, em particular a Chinese American International School.
Chiang morreu em 28 de outubro de 2020 em São Francisco com a idade de 100 anos.